# Белмон сир Битан
Белмон сир Битан (фр. Belmont-sur-Buttant) насеље је и општина у североисточној Француској у региону Лорена, у департману Вогези која припада префектури Сен Дије де Вогез.
По подацима из 2011. године у општини је живело 285 становника, а густина насељености је износила 33,69 становника/km². Општина се простире на површини од 8,46 km². Налази се на средњој надморској висини од 400 метара (максималној 680 m, а минималној 383 m).

## Демографија
| 1962. | 1968. | 1975. | 1982. | 1990. | 1999. | 2011. |
| ----- | ----- | ----- | ----- | ----- | ----- | ----- |
| 251   | 235   | 220   | 246   | 255   | 256   | 285   |

График промене броја становника у току последњих година